# Mossa
Mossa – miejscowość i gmina we Włoszech, w regionie Friuli-Wenecja Julijska, w prowincji Gorycja.
Według danych na rok 2004 gminę zamieszkiwały 1643 osoby, 273,8 os./km².